# Marockos bidrag i Eurovision Song Contest

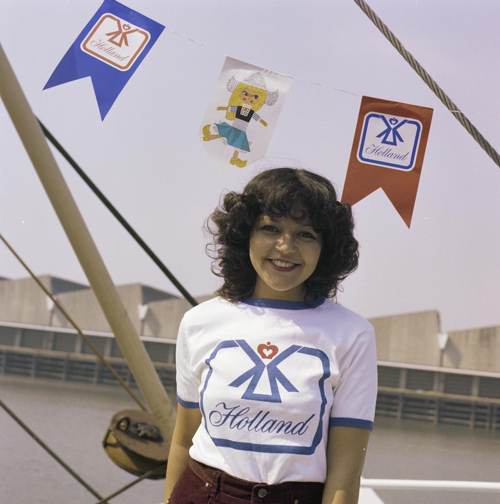
Samira Said i Haag 1980.

Marocko debuterade i Eurovision Song Contest 1980 och har bara deltagit i tävlingen en gång. Marocko är därmed det landet som tävlat minst av alla. Landets första och enda bidrag Bitakat Hob, framfört av Samira Said, deltog i Haag det året och hamnade på artonde plats, näst sist, före Finland med en poängs marginal. Representanten och låten valdes ut genom internval. Marocko är därmed det enda landet från Afrika som deltagit i tävlingen och bidraget är dessutom det enda som framförts helt på arabiska i tävlingen (2009 innehöll Israels bidrag ett par fraser på arabiska). Det marockanska tv-bolaget Société Nationale de Radiodiffusion et de Télévision (SNRT) är ansvarigt för Marockos deltagande i tävlingen, men TV-bolaget har inte skickat något bidrag sedan 1980. Anledningen till att Marocko inte deltar är att Israel deltar i tävlingen. Just 1980 deltog inte Israel i tävlingen men återkom året efter, vilket medförde att Marocko vägrade ställa upp i tävlingen så länge Israel är med. Båda länderna saknade fram till slutet av 2020 diplomatiska förbindelser och fram till dess var relationerna mellan länderna dåliga. I december 2020 skrev båda länderna på ett avtal om förbättrade relationer och upptagandet av diplomatiska relationer vilket gör det möjligt för Marocko att delta i tävlingen framöver. Ett annat marockanskt TV bolag, 2M TV, har uttryckt sin avsikt att gå med i EBU. Om deras ansökan skulle godkännas, skulle Marocko vara berättigat att återvända till tävlingen.

## Resultattabell
| 1 | Vinnare                            |
| 2 | Andra plats                        |
| 3 | Tredje plats                       |
| ◁ | Sista plats                        |
| X | Ett bidrag valdes men tävlade inte |

| År                     | Artist      | Bidrag                 | Språk    | Final | Poäng |
| ---------------------- | ----------- | ---------------------- | -------- | ----- | ----- |
| 1980                   | Samira Said | Bitakat Hob (بطاقة حب) | Arabiska | 18    | 7     |
| Deltar inte sedan 1981 |             |                        |          |       |       |

## Röstningshistorik
Marocko har givit mest poäng till...
| Nr | Land           | Poäng |
| -- | -------------- | ----- |
| 1  | Turkiet        | 12    |
| 2  | Västtyskland   | 10    |
| 3  | Storbritannien | 8     |
| 4  | Schweiz        | 7     |
| 5  | Sverige        | 6     |

Marocko har mottagit mest poäng från...
| Nr | Land    | Poäng |
| -- | ------- | ----- |
| 1  | Italien | 7     |